# Vanatinai
Vanatinai (en inglés: Vanatinai Island; antes llamada Sudest, Isla San Buenaventura[cita requerida] o Tagula, con este último nombre todavía se utiliza en algunos mapas) es una isla volcánica en el sureste del archipiélago de las Luisiadas, dentro de la provincia Milne Bay de Papúa Nueva Guinea. La isla rodeada de arrecifes está a aproximadamente 360 kilómetros (220 millas) al sureste de Nueva Guinea. Con una superficie de 865,7 kilómetros cuadrados (334.2 millas cuadradas), es la isla más grande del archipiélago. Vanatinai, el principal asentamiento, se encuentra en la costa noroeste. La población de la isla fue de cerca de 2300 en 1978. El principal producto de exportación es la copra.
La isla tiene 63 km de largo, que se extiende de noroeste a sureste, y hasta 13 im de ancho. Una cadena montañosa boscosa se observa a través de lo largo de la isla, con la cumbre, el monte Riu (806 m), cerca del centro. Los picos más importantes de la isla son, de oeste a este:
- Monte Madau (269 m)
- Monte Gangulua (439 m)
- Monte Riu (anteriormente llamado Monte serpiente de cascabel) (806 m)
- Monte Arumbi (350 m)

El primer avistamiento registrado por los europeos de la isla Vanatinai fue hecho por la expedición española de Luis Váez de Torres el 14 de julio de 1606.
La isla fue el lugar de la fiebre del oro que alcanzó su punto máximo en 1889. El oro se encuentra en casi todos los cursos de agua de la isla.
Varias especies son endémicas de la isla.